# پلوس تسفاجورجیس
پلوس تسفاجورجیس (انگلیسی: Paulos Tesfagiorgis؛ زادهٔ ۱ ژانویهٔ ۲۰۰۰) استاد دانشگاه، حامی حقوق بشر و کنشگری، اهل اریتره است. وی با ایجاد تنها مرکز منطقه‌ای برای حقوق بشر و توسعه (PFDJ) در اریتره برای مردمش فعالیت می‌کند. همچنین از بنیانگذاران و رئیس انجمن امداد اریتره در طول جنگ استقلال اریتره بوده‌است.
پلوس تسفاجورجیس همچنین برندهٔ جوایزی همچون جایزه یادبود تورف رافتو شده‌است.

## فعالیت‌های اولیه بعد از استقلال
در طول جنگ استقلال اریتره، پلوس تسفاجورجیس، رئیس انجمن امداد اریتره بود و کمک‌های بین‌المللی را برای اریتره‌ای‌ها هماهنگ می‌کرد، به ویژه در زمان قحطی ۱۹۸۵–۱۹۸۳ در اتیوپی. پس از استقلال اریتره، تسفاجورجیس برای تدوین پیش نویس قانون اساسی اریتره منصوب شد. قانون اساسی در ۱۹۹۷ به تصویب رسید. در ۲۰۰۲ تسفاجورجیس و ۱۷ اریتره‌ای دیگر «ابتکار شهروندان برای نجات اریتره» (CISE) را راه‌اندازی کردند.

### دیدگاه‌های سیاسی
تسفاجیورجیس در مقاله خود با عنوان «مشاهده شخصی» دیدگاه‌های سیاسی خود را در مورد «چه اشتباه شد؟: جبهه آزادیبخش خلق اریتره از مخالفان مسلح تا حکومت دولتی» و دموکراسی توضیح می‌دهد.
او معتقد است که تنها دولت‌هایی که به صورت دموکراتیک انتخاب شده‌اند مشروعیت دارند، زیرا آنها همیشه در برابر مردمی که بر آنها حکومت می‌کنند پاسخگو هستند. به همین دلیل از خشونت نیز پرهیز می‌کند. او در ۲۰۱۸ به گروه فعال غیر حزبی اریتره فوکوس مستقر در بریتانیا پیوست تا انتقال مسالمت آمیز به حکومت دموکراتیک را ترویج کند.

### تبعید
تسفاجیورجیس از زمان تبعید خود در لندن و بعداً در آفریقای جنوبی برای سازمان حمایت از عدالت آفریقا کار می‌کرد و زمان زیادی را صرف کار برای توافق در میان دیگر مخالفان اریتره ای در مورد یک جایگزین دموکراتیک مسالمت آمیز قدرت برای اریتره کرده‌است. او همچنین از خشونت پرهیز می‌کند. در ژوئن ۲۰۱۵، کمیسیون تحقیق حقوق بشر سازمان ملل متحد، ایسایاس آفورکی رئیس‌جمهور وقت و اولین رئیس‌جمهور کشور اریتره از سال ۱۹۹۱ تا کنون است را به نقض سیستماتیک، گسترده و فاحش حقوق بشر متهم کرد که ممکن است جنایت علیه بشریت باشد.

### تحصیلات
تسفاجیورجیس دارای مدرک کارشناسی ارشد حقوق از دانشگاه مک‌گیل کانادا و مدرس حقوق در دانشگاه اسمارا اریتره بوده‌است.
در اکتبر ۱۹۹۱، زمانی که او یک دانشجوی دانشکده حقوق در دانشگاه مک‌گیل در مونترآل بود، پایان‌نامه خود را با این عنوان نوشت: «حقوق بشر، توسعه و سازمان‌های غیردولتی در شاخ آفریقا» «پایان‌نامه ارائه شده به دانشکده جزو تحصیلات تکمیلی و تحقیقات و همچنین تکمیل جزئی الزامات مدرک کارشناسی ارشد حقوق به‌شمار می‌ود (LL.M.).»

## افتخارات و جوایز
پلوس تسفاجیورجیس جایزه یادبود تورولف رافتو را در ۲۰۰۳ به خاطر فعالیت‌هایش برای حقوق بشر و دموکراسی دریافت کرد.